# Дом-музей В. В. Верещагина
Дом-музей В. В. Верещагина — музей художника-баталиста Василия Васильевича Верещагина, расположенный в Череповце.

## История и описание дома-музея
Дом, где родился художник, построен в 1830-х годах и принадлежал семье Верещагиных в течение 50 лет.
В 80-е годы XIX века Анна Николаевна Верещагина продала его местному купцу Иванову. После революции до 1984 года в нем располагались коммунальные квартиры. 3 апреля 1954 года на доме была установлена мемориальная доска, а с 1960 года «Верещагинский дом» является памятником истории союзного (после 1991 года — федерального) значения.
В 1930-х годах планировалось перевезти барский дом из бывшего имения Пертовка, которое попадало в зону затопления Рыбинского водохранилища и воссоздать в Череповце, но отсутствие денег и война помешала исполнению планов.
Музей занимает площадь 2 га. Экспозиция расположена в двух зданиях. Главный дом представляет собой двухэтажное здание, по фасаду украшенное светлыми пилястрами. Обстановка комнат воссоздана по автобиографической книге художника «Детство и отрочество». Помимо господского дома есть и шесть хозяйственных построек, в их числе: каретный сарай, баня, беседка, колодец, а также цветочные клумбы, сад и аптекарский огород.

## Коллекция
Первые экспонаты появились в 1927 году, когда в дар городскому музею были переданы В. Н. Верещагиным несколько литографий и изображений картин. В дальнейшем собрание пополнялось за счёт картин из бывшего имения Пертовка. Здесь расположены репродукции его известных картин, находящихся в собрании музеев мира, фотографии и документы.